# Na sončni strani Alp (album)
Na sončni strani Alp je prvi album skupine Ansambel Saša Avsenika, izdan decembra 2009 pri Galeriji Avsenik-Hohner.

## O albumu
Album ima naslov po prvi istoimenski skladbi.
Glasbo in aranžmaje sta napisala Slavko Avsenik in Vilko Ovsenik, besedila pa večina Ivan Sivec, nekaj pa tudi Tone Fornezzi – Tof in Zvonko Čemažar. Na njem je deset povsem novih skladb, nova besedila T. Fornezzija in I. Sivca, štiri skladbe pa so zimzelene, še od Ansambla bratov Avsenik.

## Seznam skladb
Vse skladbe sta napisala in priredila Slavko Avsenik in Vilko Ovsenik.
| Št. | Naslov                              | Besedilo          | Dolžina |
| --- | ----------------------------------- | ----------------- | ------- |
| 1.  | „Na sončni strani Alp‟              |                   | 2:41    |
| 2.  | „Vsi zapojmo‟                       | I. Sivec          | 3:05    |
| 3.  | „Zaplešiva še enkrat‟               |                   | 2:40    |
| 4.  | „Po Gorenjsko‟                      |                   | 2:42    |
| 5.  | „Na tržnici‟                        | T. Fornezzi – Tof | 2:15    |
| 6.  | „Poročna koračnica‟                 | Z. Čemažar        | 3:22    |
| 7.  | „Rožmarin‟                          | I. Sivec          | 3:02    |
| 8.  | „Brez mene nič ne gre‟              |                   | 2:12    |
| 9.  | „Zaljubljeni trobentar‟             |                   | 2:47    |
| 10. | „Čez Jelovico v Bohinjsko Bistrico‟ | I. Sivec          | 3:24    |
| 11. | „V tihi dobravi‟                    |                   | 3:28    |
| 12. | „Veseli svatje‟                     |                   | 2:43    |
| 13. | „Čez zelene trate‟                  | Z. Čemažar        | 2:35    |

## Sodelujoči
- Matija Bizjan – bas vokal na posnetkih 3, 6 in 10

### Produkcija
- Vilko Ovsenik – producent, mentor ansambla
- Jure Valjavec – tonski mojster
- Josef Schönleitner – mastering
- Marko Plaznik – mastering
- Renato Verlič – mentor ansambla
- Ervin Schickinger – fotografije